# Leucatomis discisigna
Leucatomis discisigna är en fjärilsart som beskrevs av Moore 1883. Leucatomis discisigna ingår i släktet Leucatomis och familjen nattflyn. Inga underarter finns listade i Catalogue of Life.